# Tetracloruro di silicio
Il tetracloruro di silicio o tetraclorosilano è il composto inorganico con la formula SiCl4. Fa parte della classe dei composti molecolari. È un liquido volatile incolore che emette fumi nell'aria. Viene utilizzato per produrre silicio e silice di elevata purezza per applicazioni commerciali. Può essere considerato un omologo del tetracloruro di carbonio, in cui l'atomo di carbonio è rimpiazzato da un atomo di silicio. È solubile in benzene, toluene, cloroformio, etere dietilico

## Preparazione
Il tetracloruro di silicio viene preparato mediante clorurazione di vari composti di silicio come ferrosilicio, carburo di silicio o miscele di diossido di silicio e carbonio. La via del ferrosilicio è la più comune.
In laboratorio, il tetracloruro di silicio può essere preparato trattando il silicio con cloro:
{\displaystyle {\ce {Si \ + \ 2Cl2 -> SiCl4}}}
Fu preparato per la prima volta da Jöns Jakob Berzelius nel 1823.
La salamoia può essere contaminata con silice quando la produzione di cloro è un sottoprodotto di un processo di raffinazione del metallo dal minerale di cloruro di metallo. In rari casi, il diossido di silicio nella silice viene convertito in tetracloruro di silicio quando la salamoia contaminata viene elettrolizzata.

## Reazioni

### Idrolisi e reazioni correlate
Come altri clorosilani, il tetracloruro di silicio reagisce facilmente con l'acqua:
{\displaystyle {\ce {SiCl4 \ + \ 2H2O -> SiO2 \ + \ 4HCl}}}
Al contrario, il tetracloruro di carbonio non si idrolizza facilmente. La reazione può essere notata all'esposizione del liquido all'aria, il vapore produce fumi mentre reagisce con l'umidità per dare un aerosol di acido cloridrico simile a una nuvola.
Con alcoli ed etanolo reagisce per dare ortosilicato tetrametile e ortosilicato tetraetile:
{\displaystyle {\ce {SiCl4 \ + \ 4ROH -> Si(OR)4 \ + \ 4HCl}}}

### Cloruri di polisilicio
A temperature più elevate si possono preparare omologhi del tetracloruro di silicio mediante la reazione:
{\displaystyle {\ce {Si \ + \ 2SiCl4 -> Si3Cl8}}}
Infatti la clorurazione del silicio è accompagnata dalla formazione di esaclorodisilano (Si2Cl6). Una serie di composti contenenti fino a sei atomi di silicio nella catena può essere separata dalla miscela mediante distillazione frazionata.

### Reazioni con altri nucleofili
Il tetracloruro di silicio è un elettrofilo classico nella sua reattività. Forma una varietà di composti di organosilicio dopo trattamento con reattivi di Grignard e reattivi di organo-litio:
{\displaystyle {\ce {4RLi\ +\ SiCl4->R4Si\ +\ 4LiCl}}}
La riduzione con i reagenti idruri permette di ottenere il silano.

## Usi
Il tetracloruro di silicio viene utilizzato come intermedio nella produzione di silicio policristallino, una forma iperpura di silicio, poiché ha un punto di ebollizione conveniente per la purificazione mediante distillazione frazionata ripetuta. Viene ridotto a triclorosilano (HSiCl3) mediante gas idrogeno in un reattore di idrogenazione e utilizzato direttamente nella deposizione chimica da vapore o ulteriormente ridotto a silano (SiH4) e iniettato in un reattore a letto fluidizzato. Il tetracloruro di silicio riappare in entrambi questi due processi come sottoprodotto e viene riciclato nel reattore di idrogenazione. L'epitassia di fase vapore del tetracloruro di silicio riducente con idrogeno a circa 1250 °C è stata eseguita secondo il seguente processo:
{\displaystyle {\ce {SiCl4_{(g)}\ +\ 2H2_{(g)}->Si_{(s)}\ +\ 4HCl_{(g)}\,\,\,}}} a 1250 °C
Viene prodotto per reazione diretta del cloro gassoso su leghe ferro-silicio ad elevato contenuto di silicio (90% e oltre).
Il polisilicio prodotto viene utilizzato come wafer in grandi quantità dall'industria fotovoltaica per celle solari convenzionali in silicio cristallino e anche dall'industria dei semiconduttori.
Il tetracloruro di silicio può anche essere idrolizzato a silice pirogenica. Il tetracloruro di silicio di elevata purezza viene utilizzato nella produzione di fibre ottiche. Questo grado dovrebbe essere privo di idrogeno contenente impurità come il triclorosilano. Le fibre ottiche sono realizzate utilizzando processi come MCVD e OFD in cui il tetracloruro di silicio viene ossidato a silice pura in presenza di ossigeno.

## Sicurezza e questioni ambientali
In Cina e in particolare nella regione dello Henan, è stato segnalato inquinamento dovuto alla produzione di tetracloruro di silicio, associato all'aumento della domanda di celle fotovoltaiche che è stata stimolata da programmi di sovvenzione. La scheda di sicurezza ricorda che si dovrebbe "evitare ogni contatto! In ogni caso consultare un medico! ... l'inalazione provoca mal di gola e sensazione di bruciore".